# Ikona Matki Bożej „Wstawienniczka Za Grzesznych”
Ikona Matki Bożej „Wstawienniczka Za Grzesznych” – cudowna ikona Matki Bożej. 

## Opis
Ikona przedstawia Matkę Bożą z Dzieciątkiem na lewym ramieniu, które podtrzymuje również prawą dłonią. Dookoła ich postaci znajduje się napis rozpoczynający się od słów „Ja jestem Wstawienniczką za grzesznych przed Synem Moim”. Maryja i Dzieciątko mają na głowach korony. W zależności od wariantu ikona może przedstawiać postać stojącej Matki Bożej lub obejmować ją tylko do pasa. Dookoła postaci Matki Bożej znajduje się 12 gwiazd. 

## Historia
Według legendy ikona miała samoistnie objawić się w XVI wieku w monasterze Nikołajewski-Ordyn w eparchii orłowskiej i znaleźć się razem z innymi wizerunkami w jednej z jego kaplic. Przez dłuższy czas była pozbawiona należytej opieki. Sytuację zmieniło uzdrowienie dwuletniego chłopca chorego na padaczkę, przyniesionego do monasteru przez matkę, która poprosiła o odsłużenie akatystu właśnie przed ikoną „Wstawienniczka Za Grzesznych”. Wizerunek przeniesiono wówczas do głównej cerkwi monasteru, szybko stał się on celem pielgrzymek. Według podań miały następować kolejne uzdrowienia, w tym ocalenie wielu mieszkańców od śmierci w czasie epidemii cholery. 
Ikona jest szczególnie czczona w Rosyjskim Kościele Prawosławnym; znane są co najmniej trzy jej warianty uznane za cudotwórcze. Jeden z nich został napisany w 1848 dla moskwianina Dymitra Bonczeskuła i znajduje się dziś w wybudowanej ku czci ikony kaplicy w cerkwi św. Mikołaja w Moskwie-Chamownikach. Inny przechowany jest na Ukrainie, w żeńskim monasterze Trójcy Świętej w Korcu. 